# Society for the History of Alchemy and Chemistry
Zu den Gründern gehörten James Riddick Partington und Douglas McKie und die Gesellschaft hieß zuerst Society for the Study of Alchemy and Early Chemistry. Die Umbenennung erfolgte 1975, nachdem man die zeitliche Begrenzung auf frühe Chemie ganz aufgab. Der Fokus war von Anfang an auf wissenschaftshistorischem Gebiet um Okkultisten zu begegnen, die die 1912 bis 1914 existierende Alchemical Society dominierten. Während des Zweiten Weltkriegs gab es eine Unterbrechung, aber 1946 nahm die Gesellschaft ihre Aktivitäten wieder auf.
Es gibt eine jährliche Generalversammlung und sie organisieren Workshops. Zweimal im Jahr erscheint seit 2009 ihr Newsletter Chemical Intelligence.
2013 begann die Gesellschaft mit der Veröffentlichung einer Reihe für Quellen (Sources of Alchemy and Chemistry).
Sie verleihen alle drei Jahre den Partington Prize für einen Essay in früher Alchemie- und Chemiegeschichte und den  John and Martha Morris Award für herausragende Leistungen in Chemiegeschichte.
Ihr Archiv ist am Museum for the History of Science in Oxford.